# Squatina mexicana
Squatina mexicana  is een vis uit de familie van zee-engelen (Squatinidae) en behoort tot de superorde van de haaien. Deze haai is pas in 2007 als aparte soort beschreven en heeft (nog) geen Nederlandse naam. Er zijn maar een paar exemplaren die werden gevangen bij visserijonderzoek met een bodemsleepnet op 70 – 180 m diepte in de Golf van Mexico. Een paar exemplaren zijn onderzocht. Het grootste was 88 cm (een mannetje). Verder is er weinig bekend over deze soort. 

## Voetnoten
1. ↑  (en)  Squatina mexicana op de IUCN Red List of Threatened Species
2. ↑  Bates, H. 2007. Squatina mexicana. In: IUCN 2009. IUCN Red List of Threatened Species. Version 2009.2. Downloaded on 28 February 2010.